# Die Wache (2021)
Die Wache ist ein deutscher Dokumentarfilm von Eva Wolf aus dem Jahr 2021.

## Handlung
Die Wache ist ein Dokumentarfilm von Eva Wolf, der über mehrere Monate Polizistinnen und Polizisten einer Wache in Münster begleitet. Er zeigt den Arbeitsalltag zwischen Schreibtischroutine und unvorhersehbaren Einsätzen – vom Warten über häusliche Streitigkeiten bis zu Abwägungen rund um Ingewahrsamnahmen. Im Fokus stehen weniger spektakuläre Aktionen als die Menschen hinter der Uniform: ihre Zweifel, ihr Humor, ihre Belastungen und der ständige Balanceakt zwischen Gesprächsbereitschaft, Deeskalation und legitimer Gewalt. So entsteht ein nüchterner, naher Einblick in die Spannungsfelder und Grenzen moderner Polizeiarbeit.

## Produktion und Veröffentlichung
Der Realisierung der Films gingen mehrere Jahre voraus, in denen Eva Wolf sich vergeblich um eine Filmgenehmigung bemühte. In Nordrhein-Westfalen erhielt sie schließlich die Genehmigung, auf der Polizeiwache Friesenring in Münster im Jahr 2019 drei Monate lang 15 Polizeibeamte bei ihrer Arbeit zu begleiten. Der Film wurde von Lemme Film produziert. Beteiligt an der Produktion waren auch ZDF und 3sat. Die Film- und Medienstiftung NRW förderte den Film mit 60.000 Euro.
Deutschlandpremiere war am 25. Februar 2021 bei Kino-on-Demand. Der Film lief ab dem 18. Oktober 2021 in der 3sat-Mediathek.

## Kritik
Der Tagesspiegel lobt den nüchtern-beobachtenden Ansatz, weist aber auf Grenzen hin, beispielsweise den fehlenden Blick in „dunkle Ecken“, problematisches routinemäßiges Duzen von Tatverdächtigen und ein spürbares Machtgefälle.
Der Filmdienst nennt den Film ein „redliches Institutionenporträt“, das Abläufe differenziert zeigt, aber „recht spannungsarm“ bleibt; die Anonymisierung mindere Nähe.
Die vorwärts hebt den beobachtenden Stil hervor und merkt kritisch an, dass Konflikte mit Bürgerrechten eher angedeutet als vertieft werden.